# Les Djinns (César Franck)
 (octobre 2024).
Si vous disposez d'ouvrages ou d'articles de référence ou si vous connaissez des sites web de qualité traitant du thème abordé ici, merci de compléter l'article en donnant les références utiles à sa vérifiabilité et en les liant à la section « Notes et références ».
Pour les articles homonymes, voir Les Djinns (homonymie).
Les Djinns FWV 45 est un poème symphonique pour piano et orchestre de César Franck.

## Composition
La pianiste Caroline Montigny-Rémaury lui avait demandé une brève pièce pour piano et orchestre, mais elle ne joua jamais ce poème que Franck composa durant l'été 1884. Il fut créé le 15 mars 1885 par Louis Diémer au piano lors d'un concert à la Société nationale de musique. 
L'œuvre est inspirée du poème du même nom des Orientales de Victor Hugo. Celui-ci a souvent inspiré Franck (des mélodies, et son premier essai de poème symphonique : Ce qu'on entend sur la montagne, composé en 1847-1848, donc au même moment que l'œuvre de Franz Liszt sur la même inspiration).
Franck reprend l'idée des forces mystérieuses et surnaturelles déchirant le ciel nocturne par leur passage, et surtout le rythme singulier du poème de Hugo, montant du calme en une tempête sonore, avant de retomber dans le silence de la nuit. La partie de piano est très virtuose, et Franck aima tant l'interprétation de Louis Diémer sur cette partition difficile qu'il écrivit pour lui ses Variations symphoniques, également pour piano et orchestre, marquant le renouveau de l'intérêt du compositeur pour cet instrument. 